# Бумеранг

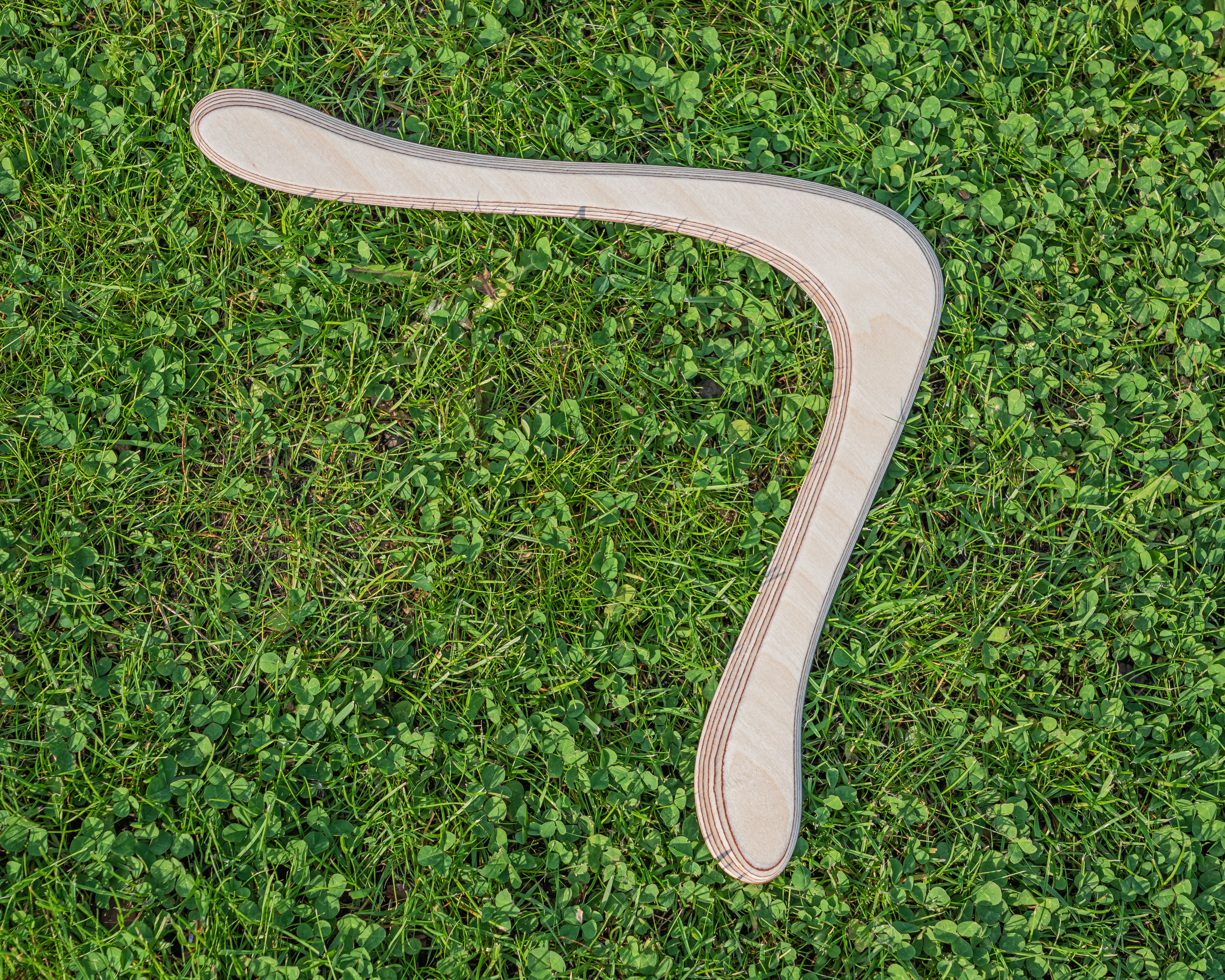
Бумеранг

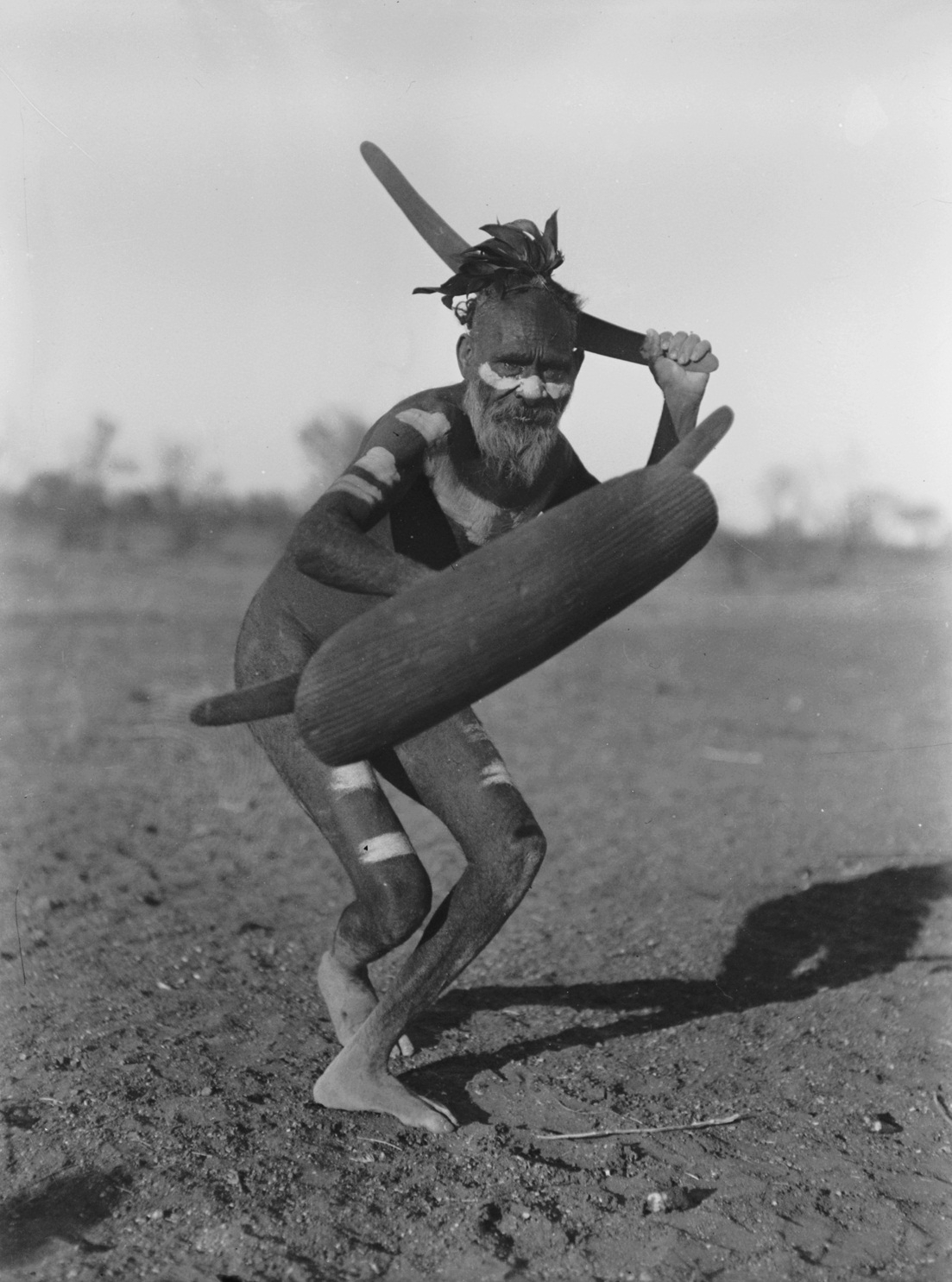
Австралійський абориген полює з бумерангом

Бумера́нг — різновид дерев'яної метальної палиці. У минулому — бойова і мисливська зброя в Давньому Єгипті, Південній Індії, Південно-Східної Азії. В австралійських аборигенів поширені бумеранги, що повертаються, які є вигнутою пластиною з плоскою нижньою поверхнею і випуклою верхньою. Нині бумеранг використовують для відточування спритності рук і просто для розваги.
Бумеранг широко відомий через свою властивість повертатися назад, до місця, з якого був зроблений кидок. Насправді ця властивість притаманна далеко не всім бумерангам та й реалізується вона тільки при належному вмінні і з неодмінним урахуванням сили і напряму вітру.

## Історія
Судячи з розкопок, аналоги бумеранга були відомі багатьом народам. Цілком можливо, що в Австралії вони збереглися тільки тому, що там не було винайдено лук — набагато ефективніша зброя полювання і війни.
Найперші бойові бумеранги, що не повертаються, з'явилися 10000 років тому. Переважно бумеранги виготовлялися з деревини або кісток великих тварин. Вони були дуже важкими і товстими, але дальність польоту становила 180 метрів. У наші дні такими знаряддями користуються деякі африканські та індійські племена. Його довжина майже метр, а кут вигину ширший. При правильному кидку бумеранг летить практично паралельно землі і досягає цілі на відстані в 200 метрів.
Таку зброю використовували у Стародавній Греції. Там він називався грец. λᾰγωβόλον (lagōbólon, «зайцебійка»). З назви зрозуміло, що з ним полювали на зайця. У давньоримських писаннях згадується про лат. cateia (літаючі клубки) — традиційне озброєння галльських, кельтських і тевтонських племен.
Бумеранг, що повертається, був винайдений в Австралії. Він більше підходить для полювання, оскільки зручніший, менший за вагою та розміром. Від бойового його відрізняє так само велика зігнутість. При правильному кидку бумеранг пролетить 90 метрів і зробивши чітку дугу, повернеться до місця кидка. Але для повернення бумеранга потрібно не тільки довго і наполегливо вчитися і тренуватися, тут слід врахувати ще прикладену силу, швидкість і напрямок вітру.